# Monkey King Escape
 (mars 2015).
Monkey King Escape est un jeu vidéo d'action développé par une petite équipe du studio Ubisoft Chengdu et édité par Ubisoft en 2015 sur iPhone, iPad, Android. Le jeu était d'abord destiné au marché chinois avant de connaître une sortie mondiale le 17 février 2015. 

## Synopsis

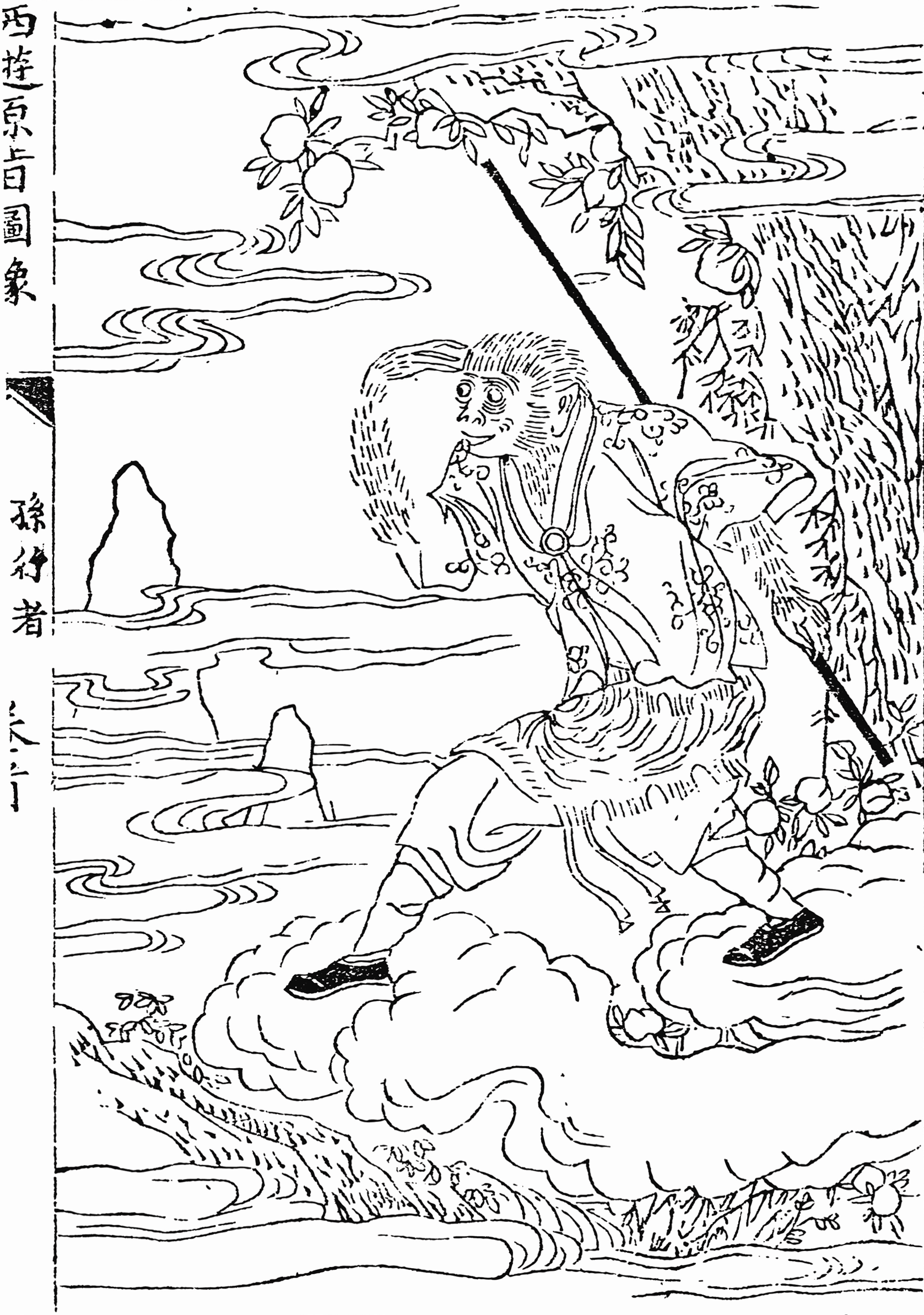
Sun Wuykong, le légendaire Roi des singes.

Le joueur incarne le légendaire Roi des singes qui tente d'échapper à la capture du puissant Empereur de jade du Royaume des Cieux. Irrité par le refus de l'Empereur de Jade de lui accorder une place honorable parmi les dieux, le Roi Singe engloutit les précieuses pêches d'immortalité qui lui permet de se protéger contre l'armée de l'empereur qui le pourchasse. Il devra donc vaincre de nombreux ennemis avant d'atteindre l'Empereur de Jade.

## Système de jeu
Dans Monkey King Escape, le cœur incarne donc le Roi Singe poursuivi par les méchantes troupes de l'empereur. Étant donné qu'il s'agit d'un jeu de course sans fin, le jeu s'arrête uniquement lorsque le joueur a été attrapé par les troupes ennemies.
Le Roi Singe contrôlait par le joueur peut sauter, faire des roulades, courir ou encore sauter pour échapper à ses poursuivants. Il peut également taper des adversaires qui lui barre a route tout en évitant les différents obstacles. De plus, il existe des boss que le joueur devra vaincre pour continuer son aventure. Des passages secrets sont aussi présents sur le parcours afin de nous mener à de nouveaux chemins offrant de nouvelles récompenses.
Le jeu propose des missions (comme éliminer des ennemis, récolter des objets), des défis à durée limitée dans le but de débloquer du contenu (comme des personnages ou des skins). On peut aussi retrouver une boutique dans laquelle le joueur pourra dépenser son argent gagné lors de ses parties pour améliorer ses capacités ou avoir plus de pouvoirs.
Pour aider le joueur à franchir des obstacles, il est possible d'invoquer un animal ou encore utiliser un bonus. Deux modes de jeu sont disponibles, une version classique du titre et une « version course » dans laquelle le temps est compté.

## Accueil
Téléchargeable depuis août dernier en Chine, le free-to-play d'Ubisoft Chengdu a déjà été téléchargé 2 millions de fois. D’ailleurs, ce jeu de course a eu le droit à de nombreux avis positifs de la part de la presse locale.